# Nowaja Igirma
Nowaja Igirma (ros. Новая Игирма) – wieś (sieło) w Rosji, w obwodzie irkuckim, w rejonie niżnieilimskim. W 2010 liczyła 10 161 mieszkańców.